# روی لبه (فیلم ۲۰۰۱)
روی لبه (به انگلیسی: On the Edge) فیلمی محصول سال ۲۰۰۱ و به کارگردانی جان کارنی است. در این فیلم بازیگرانی همچون کیلین مورفی، تریشا وسی، جاناتان جکسون و استیون ری ایفای نقش کرده‌اند.